# Richard Want
Richard Want (fl. 1692-1696) est un pirate actif dans l'océan Indien. Il est surtout connu pour avoir navigué aux côtés de Thomas Tew et Henry Every.

## Biographie
Want est d'abord un boucanier, servant George Raynor à bord du Batchelor's Delight, alors renommé Loyal Jamaica (certaines sources parlent du Royal Jamaica) lorsque Raynor l'échoue volontairement à Charles Town dans la province de Caroline du Sud. Comme Raynor, Want s'installe et se marie en Caroline du Sud bien que ses racines soient en Nouvelle-Angleterre.
Le premier voyage de Thomas Tew, parti en 1692 de Rhode Island, passant par le cap de Bonne-Espérance pour rejoindre l'océan Indien, utiliser Madagascar comme camp de base et piller des navires maures, a connu un succès retentissant. Want est alors le second du capitaine Tew à bord de l'Amity.
En 1694, Tew est convaincu par son équipage de repartir pour une deuxième expédition et ainsi de répéter son précédent succès. Cette fois, Want prend le commandement de son propre navire, le Dolphin, un brigantin de 6 canons et 60 hommes, d'origine espagnole et équipé à Philadelphie. Il obtient une lettre de marque du gouverneur. Tew and Want prennent la mer aux côtés de Joseph Faro, capitaine du Portsmouth Adventure.
Le groupe arrive près de Mocha en 1695. Ils y retrouvent Henry Every, après avoir été rejoints par Thomas Wake et William May. Ils attendent le passage d'un riche convoi moghol chargé de trésors. La plupart des navires moghols parviendront à s'échapper dans la nuit, mais les pirates rattrapent deux retardataires. L'Amity de Tew, plus rapide, les dépasse et attaque le Fateh Mohammed, le navire escorte, plus petit. Tew est tué par un coup de canon dès le début de la bataille. Le Fateh Mohammed finit par être capturé et pillé. Les pirates s'attaquent alors au Gunsway, un navire transportant le trésor personnel de l'empereur Aurangzeb. L'Amity, alors sous les ordres du capitaine John Ireland retourne au comptoir pirate d'Adam Baldridge près de Madagascar. Le Susannah de Wake est trop lent et ne prend pas part à la bataille. Le Dolphin de Want s'avère lent et difficile à manœuvrer ; il est abandonné Every prend Want son équipage à bord du Fancy et brûle le Dolphin désormais vide. Faro, Every et May capturent le Gunsway, bien que Faro n'ait jamais engagé le combat. Les trois hommes se partagent le butin, mais Every reprendra la part de May presque intégralement après que son équipage a découvert que les hommes du Pearl avaient rogné leurs pièces d'or.
Want reste à bord du Fancy, se fraye un chemin dans le golfe Persique puis retourne en Caroline du Sud via les Bahamas. Les archives indiquent qu'il a reçu une autre lettre de marque en 1696, cette fois de Caroline du Sud.